# Гацук
Гацук — агрогородок в Слуцком районе Минской области Белоруссии. Административный центр Гацуковского сельсовета.
Расположена в южной части области в 55 км южнее Минска, в 31 км к северу от Слуцка, у автодороги Р-23 Минск — Микашевичи. Средняя школа, музыкальная школа, Гацуковский дендропарк, котельная, почта, магазины, отделение банка.

## История
Первое воспоминание деревне Гацук относится ко второй половине XIX века. В архивном фонде «Минское губернское по крестьянским делам присутствие» хранится документ о выкупе земли жителями усадьбы Буда Греская Игуменского совета владельцами князей Витгенштейнов и других от 1862 года, где говорится что в выкупных актах от 1866—1870 года в д. Гацук было 7 дворов, 175 десятков земли, оброк платили 155 рублей 68 копеек. Фамилии жителей: Коледа, Заяц, Хотька, Казючиц.
На Гацуковском кладбище есть могила, датированная 1870 годом. Отсюда можно сделать вывод, что люди в этой местности поселились среди болот в начале XIX века.
На кладбище есть памятник на могиле партизана Василия Васильевича Гриба (1919 — 23.05.1943).

### Этимология название
Происхождение названия Гацук связано со словом бел. гаціць — мостить дорогу по болоту. Сто лет назад территория, которая сейчас относится к Гацуковскому сельскому совету, почти полностью составляла леса и болота. Были запаханы лишь небольшие полоски земли. Дороги и другие пути проезда практически отсутствовали. Людям приходилось пробираться по узким тропинкам от одного кусочка земли к другому. Для этого и приходилось прокладывать гать.
Бытует в народе и ещё одна версия. По местной легенде в этой местности жил очень злой пан, жёсткий, безжалостный, чёрный и гадкий, как «крыса» (бел. пацук). Так и прозвали его люди — Пацук. Возможно, и земли, которые ему принадлежали, стали называть его кличкой, но, когда название стала употребляться официально, поменяли только первую букву, и деревня начала носить название — Гацук.